# Ісаковка (Казахстан)
Іса́ковка (каз. Исаковка) — село у складі Зерендинського району Акмолинської області Казахстану. Адміністративний центр Ісаковського сільського округу.
Населення — 414 осіб (2021; 610 у 2009, 889 у 1999, 798 у 1989).
Національний склад станом на 1989 рік:
- росіяни — 51 %;
- казахи — 26 %.